# Округ Триго (Канзас)
Округ Триго (енгл. Trego County) је округ у америчкој савезној држави Канзас. По попису из 2010. године број становника је 3.001. Седиште округа је град Вокини.

## Демографија
Према попису становништва из 2010. у округу је живело 3.001 становника, што је 318 (9,6%) становника мање него 2000. године.
| Група             | 2000.         | 2010.         |
| Белци             | 3.230 (97,3%) | 2.902 (96,7%) |
| Афроамериканци    | 6 (0,2%)      | 13 (0,4%)     |
| Азијати           | 16 (0,5%)     | 7 (0,2%)      |
| Хиспаноамериканци | 26 (0,8%)     | 51 (1,7%)     |
| Укупно            | 3.319         | 3.001         |